# 江之子島
江之子島（えのこじま）は、大阪府大阪市西区の地域名称。または町名。現行行政地名は江之子島一丁目および江之子島二丁目。

## 地理
百間堀川・木津川・江戸堀川に挟まれていた島で、東は百間堀川を挟んで京町堀・靱・薩摩堀、南は木津川を挟んで松島、西は木津川を挟んで本田・川口、北は江戸堀川を挟んで江戸堀に隣接していたが、現在は百間堀川と江戸堀川は埋め立てられている。
現在の町名では、東は新なにわ筋を挟んで江戸堀・京町堀・靱本町・西本町、南は中央大通を挟んで立売堀、西は木津川を挟んで川口、北は土佐堀通を挟んで土佐堀に隣接し、本町通以北が1丁目、以南が2丁目となる。島だった元来の江之子島のうち、現在江之子島の町名となっているのは中央大通以北だけで、中央大通以南は立売堀6丁目の一部となっている。

### 河川
- 木津川

## 歴史

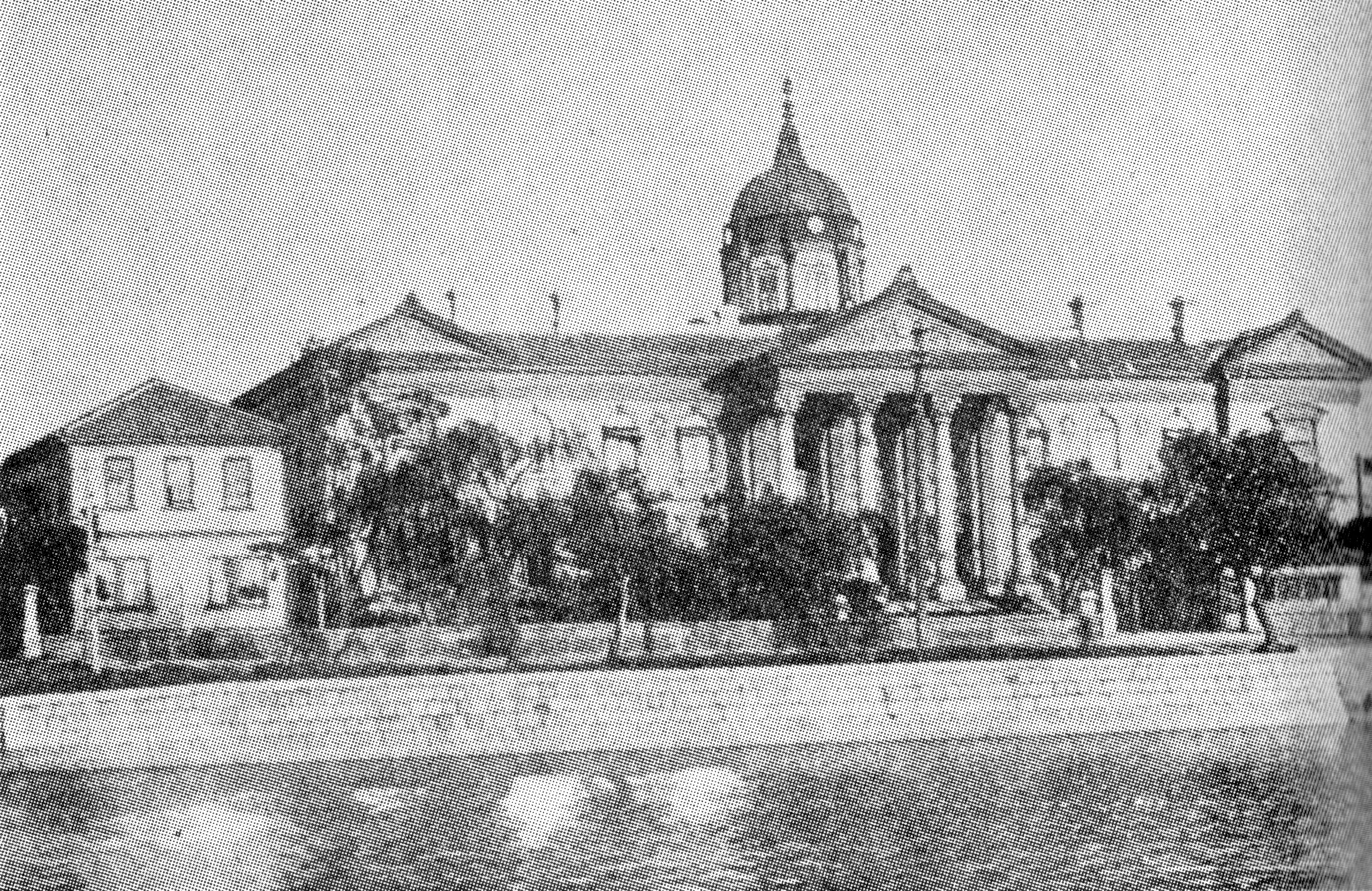
大阪府庁舎（2代目）

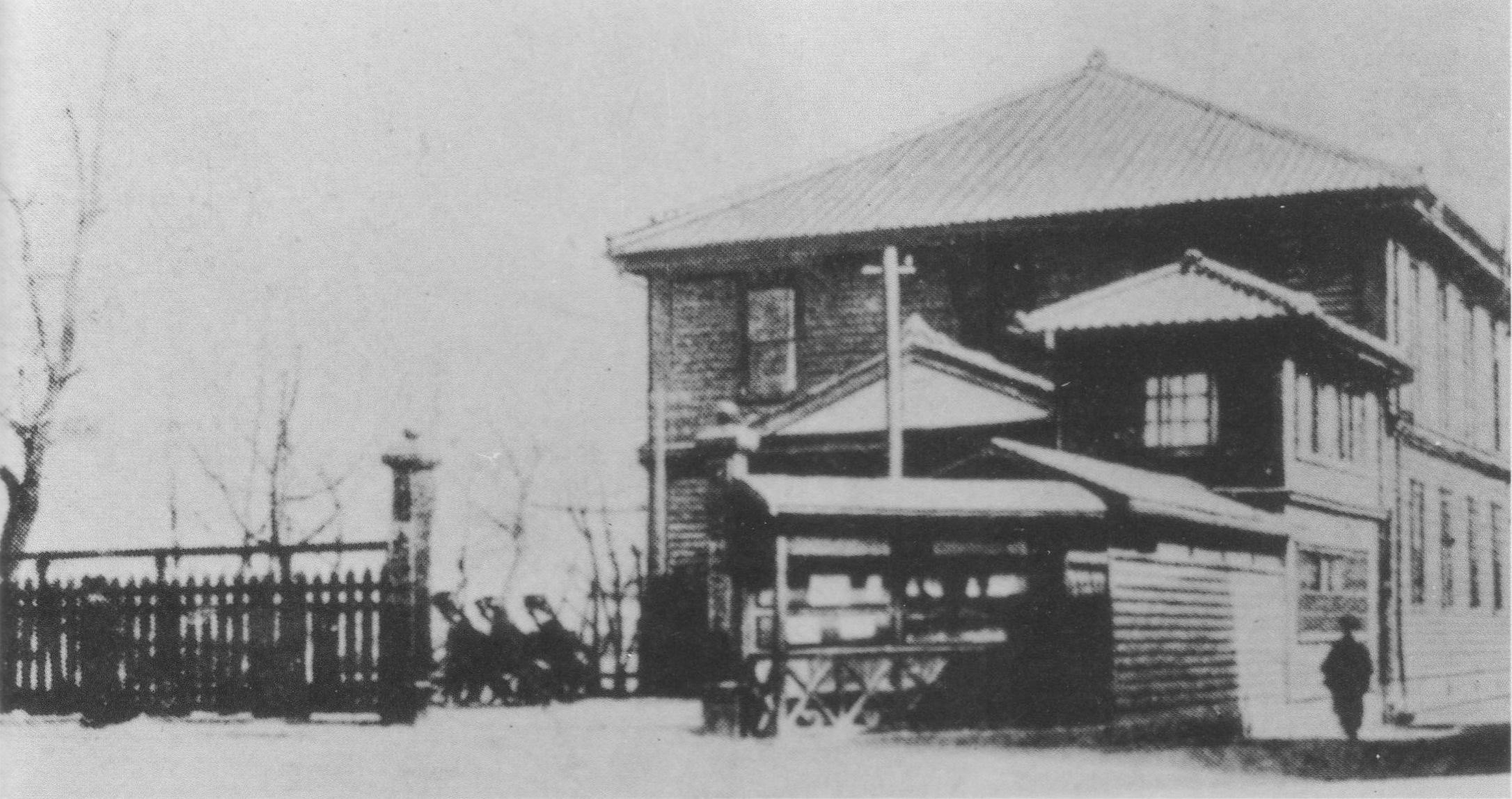
大阪市庁舎（初代）

もとは淀川の河口に形成された難波八十島（なにわのやそしま）の一つで、名称の由来には「難波江の小島」からの転訛説と、「狗子島」「犬子島」からの転訛説がある。
江戸時代には百間堀川沿いが江之子島東之町、木津川沿いが江之子島西之町という町名で、江之子島西之町には船大工が多く居住していた。1767年（明和4年）に江之子島下ノ鼻新築地が、1779年（安永8年）に江之子島上ノ鼻新築地が浚渫によって築かれ、後者を江之子島西之町の薩摩屋善兵衛が落札した。善兵衛は翌1780年（安永9年）に江戸堀下ノ鼻新築地も落札し、両新築地を遊所として開発した。両新築地は崎吉町（さきよしちょう）という町名になり、江戸堀川には崎吉橋も架橋された。
1872年（明治5年）の町名改編で、崎吉町の江之子島側および江之子島東之町・江之子島西之町の各北半分が江之子島上之町（えのこじまかみのちょう）という町名になった。1874年（明治7年）に大阪府庁舎（2代目）が江之子島上之町に、1893年（明治26年）に西区庁舎（3代目）が江之子島東之町に、市制特例廃止後の1899年（明治32年）に大阪市庁舎（初代）が江之子島上之町に置かれ、当時の江之子島は地方行政の中心地となっていた。なお、大阪市庁舎は1912年（明治45年）に堂島へ、大阪府庁舎は1926年（大正15年）に大手前へ、西区庁舎は1934年（昭和9年）に西長堀へ移転している。大阪府庁舎跡には1929年（昭和4年）に大阪府工業奨励館（現：大阪府立産業技術総合研究所）が置かれたが、こちらも1996年（平成8年）に和泉市へ移転した。
1955年（昭和30年）に江戸堀川が、1964年（昭和39年）に百間堀川が埋め立てられて下船場と地続きになった。現在百間堀川跡は江之子島公園、大阪府津波・高潮ステーションなどに利用されている。1977年（昭和52年）に新なにわ筋・中央大通・木津川・土佐堀通に囲まれた範囲が江之子島1～2丁目となった。このように、現在江之子島の町名となっていても百間堀川跡 - 新なにわ筋間は下船場であり、百間堀川を挟んで江之子島の対岸にあった雑喉場魚市場跡の大半を含んでいる。翌1978年（昭和53年）には中央大通以南が立売堀6丁目の一部となった。

## 世帯数と人口
2019年（平成31年）3月31日現在の世帯数と人口は以下の通りである。
| 丁目           | 世帯数    | 人口    |
| -------------- | --------- | ------- |
| 江之子島一丁目 | 1,595世帯 | 2,827人 |
| 江之子島二丁目 | 902世帯   | 1,892人 |
| 計             | 2,497世帯 | 4,719人 |

### 人口の変遷
国勢調査による人口の推移。
| 1995年（平成7年）  | 2,321人 | [ 5 ] |  |
| 2000年（平成12年） | 2,576人 | [ 6 ] |  |
| 2005年（平成17年） | 2,580人 | [ 7 ] |  |
| 2010年（平成22年） | 2,634人 | [ 8 ] |  |
| 2015年（平成27年） | 3,249人 | [ 9 ] |  |

### 世帯数の変遷
国勢調査による世帯数の推移。
| 1995年（平成7年）  | 1,007世帯 | [ 5 ] |  |
| 2000年（平成12年） | 1,113世帯 | [ 6 ] |  |
| 2005年（平成17年） | 1,316世帯 | [ 7 ] |  |
| 2010年（平成22年） | 1,332世帯 | [ 8 ] |  |
| 2015年（平成27年） | 1,653世帯 | [ 9 ] |  |

## 学区
市立小・中学校に通う場合、学区は以下の通りとなる。なお、小学校・中学校入学時に学校選択制度を導入しており、通学区域もしくは隣接する校区の小学校・中学校から選択することも可能。
| 丁目           | 番   | 小学校             | 中学校               |
| -------------- | ---- | ------------------ | -------------------- |
| 江之子島一丁目 | 全域 | 大阪市立本田小学校 | 大阪市立花乃井中学校 |
| 江之子島二丁目 | 全域 | 大阪市立本田小学校 | 大阪市立花乃井中学校 |

## 事業所
2016年（平成28年）現在の経済センサス調査による事業所数と従業員数は以下の通りである。
| 丁目           | 事業所数  | 従業員数 |
| -------------- | --------- | -------- |
| 江之子島一丁目 | 94事業所  | 646人    |
| 江之子島二丁目 | 11事業所  | 406人    |
| 計             | 105事業所 | 1,052人  |

## 施設

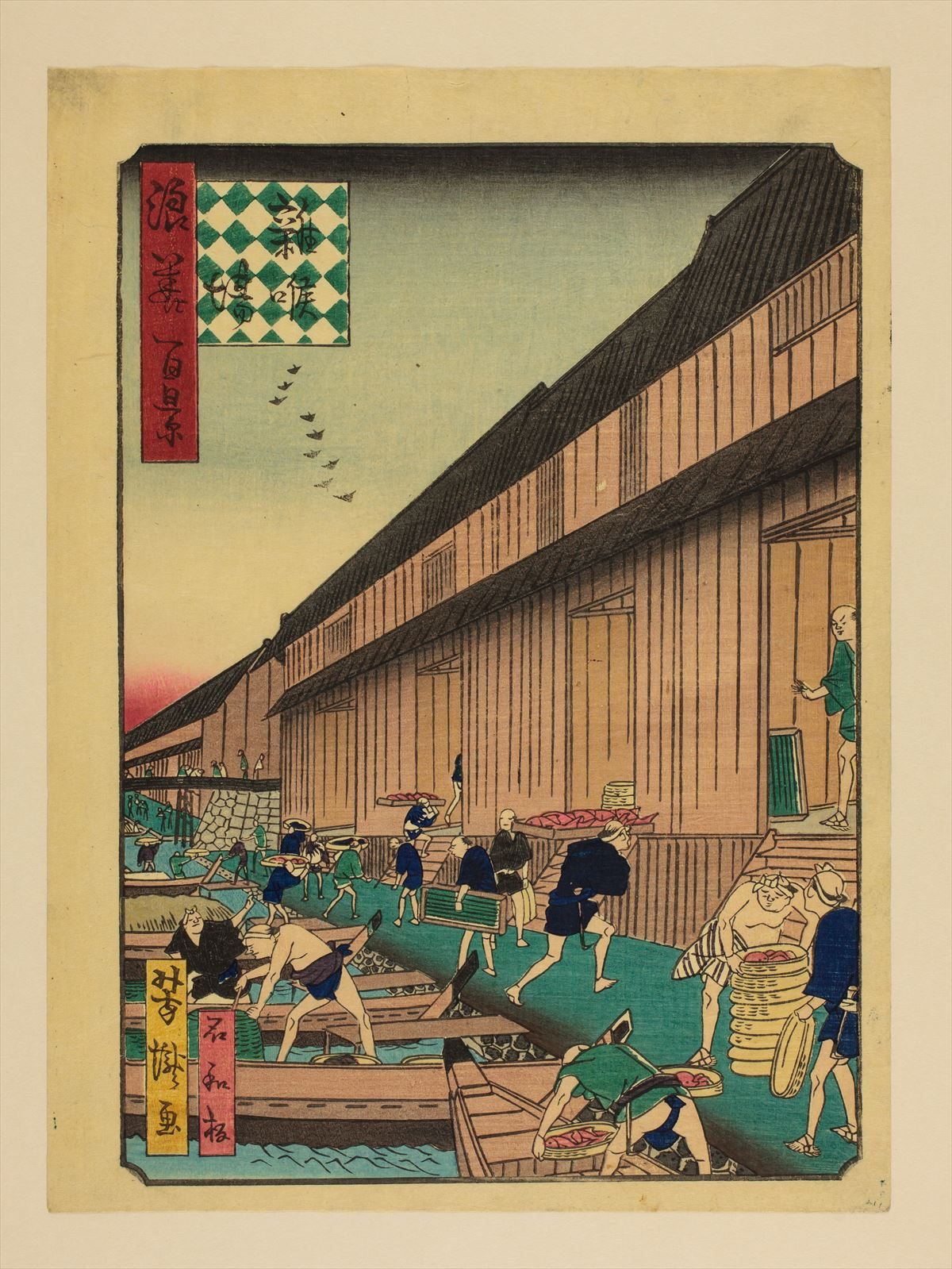
雑喉場魚市場
（百間堀川を挟んで江之子島の対岸にあったが、百間堀川の埋立、現行行政地名の実施により、雑喉場魚市場跡の大半は江之子島1丁目に含まれている。）

公共施設
- 西大阪治水事務所
- 大阪府立江之子島文化芸術創造センター
- 大阪府津波・高潮ステーション

医療機関
- 日本生命病院

郵便局
- 大阪西郵便局

史跡
- 雑喉場魚市場跡碑
- 雑喉場橋之碑
- 大阪市役所江之子島庁舎跡碑
- 大阪府庁江之子島庁舎跡碑

## 交通

### 鉄道
- 大阪市高速電気軌道 (Osaka Metro) 阿波座駅
  - 中央線・千日前線

### 道路
高速道路
- 阪神高速3号神戸線
- 阪神高速16号大阪港線

国道
- 国道172号（みなと通）

主要地方道
- 大阪市道築港深江線（中央大通）

## 出身・ゆかりのある人物
- 池上四郎（大阪市長）[12] - 江之子島東之町に居住していた[12]。
- 川嶋紀子（池上四郎の六女[12]、内閣統計局長川嶋孝彦の妻、秋篠宮文仁親王妃紀子の祖母）

## その他

### 日本郵便
- 〒550-0006[3]（集配局：大阪西郵便局[13]）